# Belchamp St Paul
Pour les articles homonymes, voir Belchamp.
Belchamp St Paul est un village et une paroisse civile de l'Essex, en Angleterre.